# 广州许氏家族

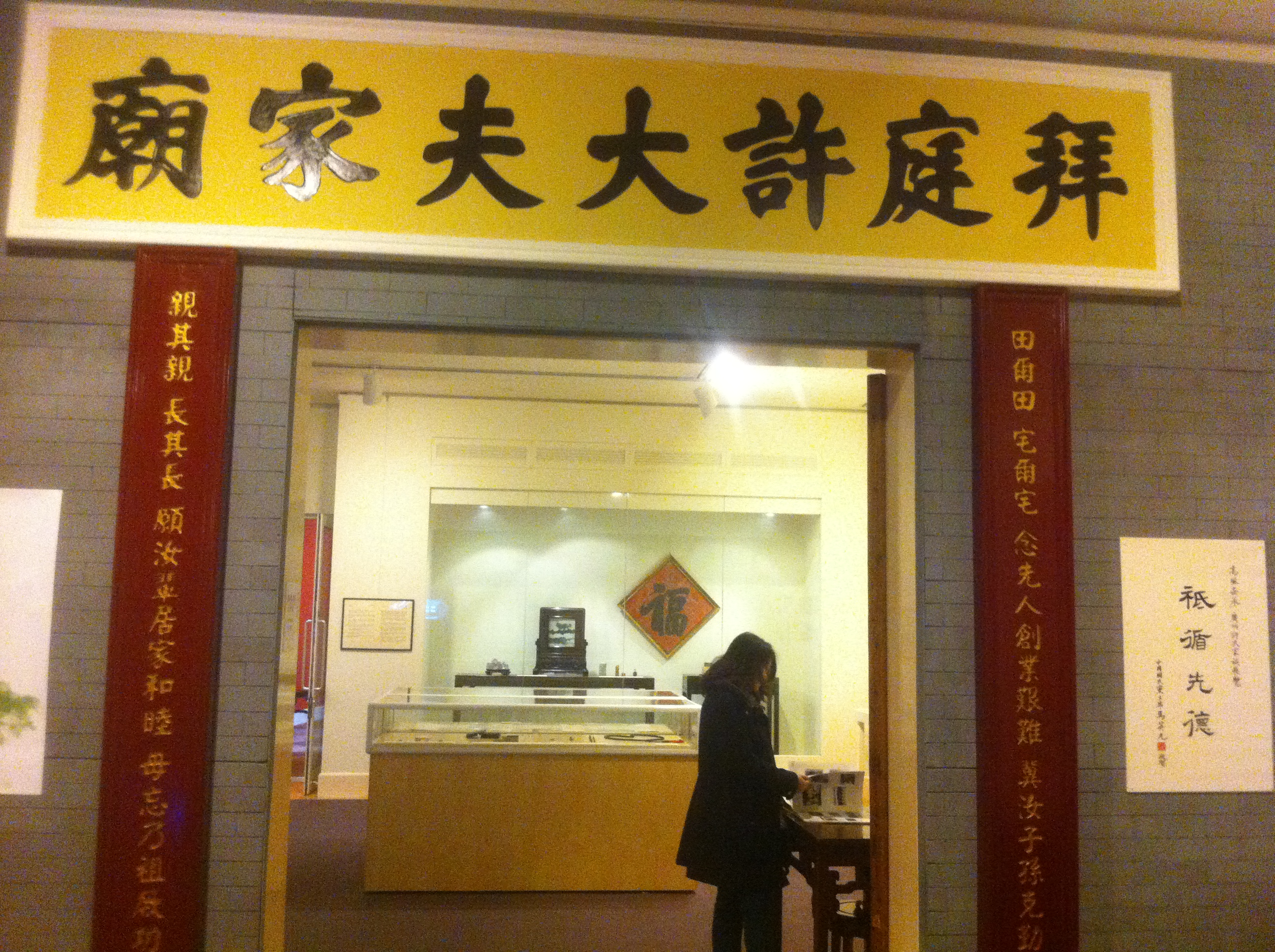
香港大學美術博物館許氏家族展品

广州许氏家族是清末民初一個發源於广州西關的名門望族，其祖先来自汕头沟南乡。许氏家族中的代表人物包括清朝一品總督许应骙、粤军总司令许崇智、中山大学校长许崇清、鲁迅伴侶许广平等。中华人民共和国成立后，广州许氏家族影响力未再如前。

## 家族历史
清代乾隆年间，溝南（後屬蹬海，今屬汕頭市）許氏十五世裔孫许永名（字颖园）到广州谋生。10年后时年40岁的许永名娶黄姓书生的17岁女儿为妻。婚后第二年生下长子许拜庭，后来又生了另一个男孩。10多年后许永名患病离世，黄氏带着孩子回到许的老家才发现他另有妻子。她带着孩子回到广州，舅父将13岁的许拜庭交给一位董姓盐商，许拜庭在他手下打工。
一次航海中，许的船队在海上遇上风暴。同行的3艘盐船只有许拜庭指挥的船逃出风暴。董姓盐商为了感谢许拜庭便赠予股份。后来许拜庭独立，与弟弟一起经营盐业，成为广州四大盐商之首。嘉庆十五年(1810年)，38岁的许拜庭自資組織民團水勇出海剿滅海盗張保仔等，被嘉庆帝赐官，获得“议叙府同知”加一级，后又获得“晋封中议大夫”的奖赏。他在西關高第街的中段买下几处当时没落人家的屋宇，打通后连成建筑群。从此人们称这一带为“许地”。许拜庭娶了番禺同邑梁伯容的女儿为妻，日后还陆续纳了江氏、陈氏、廖氏、区氏、李氏、侯氏等六个侧室。前后共生下儿子11人，女儿8人。
許拜庭高瞻遠矚， 延攬全國的頂尖教師在廣州許地設館教授兒孫， 成為書香門第官宦世家。因名人輩出，廣州高第街的許氏族人被稱為「近代廣州第一家族」。兩百年來，許氏十五世到十八世名人輩出，族中多人入朝為官，因德才兼備享譽朝野：有鴉片戰爭時期領導鄉紳民眾抗英的許祥光。如乾隆、嘉慶兩朝學政名士許夢榜、光緒朝兩部尚書閩浙總督許應騤、有「許青天」美譽的許應鑅、廉政楷模許應鏘等等。來到民國時期，許氏子孫一樣功勳卓著：民國時期粵軍總司令許崇智，與堂兄弟許崇灝、許崇濟一起，被稱為孫中山麾下「許氏三傑」，在辛亥革命中立下赫赫戰功。此外，北伐軍大元帥前衛許崇年、與鄧小平並肩發動百色起義的紅軍將領許卓、地下黨員許錫纘、潮汕「七日紅」革命烈士許懷仁，商界奇才許世祜、許乃詔，魯迅伴侶許廣平、中山大學前校長許崇清等都是高第街許氏後人。
許家在鴉片戰爭、太平天國、中法戰爭、戊戌維新、辛亥革命、討袁護國、大革命、抗日戰爭、解放戰爭等各個時期都有地位相當重要的人物。他們的活動對近現代中國社會產生了不可小覷的影響。雖然許家一直在中國做官，共和国以来，不少後人因為立場不同各走各路，四散全國及世界各地。西關許家第七代子孫、任職開電視廣告製作公司的許子皓坦言，“經歷時代動盪，部份人反而覺得政治無情，或不認同政治理念，那倒不如在其他專業發展”。許建勳透露，“好像曾祖父許應騤的後人，由於清廷被推翻，我的祖父和祖母唯有帶著家當來港生活”。他說，當年祖父母帶同一對慈禧太后賞賜的夜明珠耳環來港，已足夠買下灣仔整條日街和月街收租做生意。

## 祖家地
据资料显示，许地总面积达900多井，包括家庙、戏台、藏书室、集选楼、七十二晋砖吟馆，两个会客厅，两口金鱼塘，还有花园、假山等，住有22宅（房）子孙。全屋五进深，三十六边阔。
许氏家族的旧宅以许应骙时期最为辉煌。但清末分产分家后，部分分家开始衰落。到了第五代，产业陆续被子孙变卖。1932年，许崇年辞去南京政府交通部通航政司的职务回到许地，许家已经开始式微。尽管他尽量划分房产，整理债务，家族内讧依然不止。
中华人民共和国后，许地更为衰落，仅剩下许大夫家庙、许广平故居、许祥光故居、许应骙故居等建筑。许祥光故居成为仓库，拜庭許大夫家廟在越秀區高第街許地变成老人活动中心，
許拜庭墓在天河區龍洞村火界頭 
。许氏家族人士四散世界各地。

### 保育
位于广州高第街的许地，是许氏家族曾经的集中居住的地方。其中许广平住宅是政府确定的文物。但由于缺乏资金维修，建筑群损坏严重。许氏后人为重建方案奔走纷争多年，并无定案。後人許建勳與許子皓表示希望與廣州政府聯絡，重新保育許地。許子皓說，“地契仍在我們手上，希望修復地方作地下博物館和活化項目，讓市民參觀”。

## 家族知名成员
- 许惟远=陳氏
  - 许永名=郑氏（元配）、黄氏（广州黃童貴之女）
    - 许拜庭（1772-1846）：许氏家族兴起的先祖。=梁氏、江氏、陈氏、廖氏、李氏、侯氏、区氏
      - 许祢光（无嗣）
      - 许祥光（1799-1854）：道光十二年（1832年）进士，广州抗英运动领导者之一。[3]
        - 許應騋（出继伯父）
        - 許應驺（早卒）
        - 許應骃
        - 许应锵：曾任湖北、安徽知县, 后升任直隶知州、知府、道员。与许应骙不一样的是他支持变法运动。[9]
        - 许应鎕：同治丁卯科（1867）举人
        - 许应銮：同治丁卯科（1867）举人
          - 許紹雄：香港電視藝員

        - 许应錝：同治庚午科（1870）举人
        - 许应锴：光绪己卯科（1879）举人
        - 许应镕：同治丁卯科（1867）举人
          - 许炳耀：举人
          - 许炳蔚
            - 许卓

      - 许礼光
        - 许应骙（1832-1903）：进士出身，曾任户部、吏部、工部、礼部大员，闽浙总督兼福州将军及船政大臣等职，官至一品。解任后在广州白鹅潭畔建造了一处私家园林“后乐园”，即现在的后乐园街所在地。[3]
        - 许应霖
        - 许应驹
        - 许应铿
        - 许应骁
        - 许应騵

      - 许祐光
        - 许应鲲
          - 许炳衡
            - 许崇智：辛亥革命元勋，民国建國粵軍總司令，国民革命军陆军上将，国民政府军事部长。孙文的重要部下。=吴氏，陈氏[3][10][11]
              - 许泽之
              - 许培之
              - 许仁之
              - 许竹楼

            - 许崇仪

      - 许祚光
        - 许应鑅（1820-1891）：历任广饶九南兵备道兼九江关监督、河南按察使、江苏按察使、江苏布政使、浙江巡抚等职。[12]
          - 许炳焘：举人
          - 许炳杰：举人，候选郎中
          - 许炳恭：湖北德安府知府
          - 许炳璈：附貢生，候選訓導
          - 许炳枟：贡生=宋氏
            - 许崇禧
            - 许崇欢
              - 许锡玉
                - 许绍汉

              - 许锡申

            - 许广平：鲁迅伴侶。家族祖宅因其身分而得以逃過中华人民共和国的一連串政治風暴破壞[3]。

          - 许炳暐=朱妙缘
            - 許崇灝（1882-1959）：辛亥革命元勋，辛亥革命期間在南京發炮轟走張勳、張人駿的南京臨時衛戍司令，南社组建者之一。=李瑛[13]
              - 许锡缵（1913-1999）：历任上海大场人民空军第21飞机修理厂总工程师兼第一副厂长，沈阳112飞机修理厂、111发动机厂及410发动机厂总工程师兼第一副厂长，北京航空学院研究部主任及航空工艺研究所副所长，航空研究院副总工程师，航空测试厂总工程师、厂长等职。

            - 许济（1887-1962）：原名许崇济，辛亥革命元勋。=傅慈[10]
              - 许锡统
                - 许绍斌

            - 许崇清：曾参加辛亥革命，任广州教育局局长、广东省教育厅厅长等职位。曾三任中山大学校长。夫人廖六薇，廖仲愷姪女。[3][14]
              - 许慧君：共和国原子弹之父朱光亚夫人，光化学专家、有机光化学开拓者。[4]
                - 朱明远=顾小英

              - 许哲君=李叔权
              - 许锡振
              - 许智君
              - 许锡挥
                - 许绍锋

            - 许崇年（1890-1958）
              - 许平华
                - 卢延光：画家，国家一级美术师。夫人沈燕孺，攝影家
                  - 卢诗韵：画家

    - 许赓荣

- 许炳榛：担任过中国驻美国旧金山总领事馆总领事，以倡导实业闻名，清末曾到日本考察实业，著有《考察日本商务日记》《考察日本矿务日记》等书。[15]
- 许锡勤：广州园林建筑规划设计院副院长。广东省勘察设计协会理事。
- 許紹雄：香港男演員，第一期無綫訓練班出身。著名角色：《天龍八部》中的左子穆、《射雕英雄傳》中的朱聰、《賭場風雲》中的周福榮和《使徒行者》中的覃歡喜等等。